# 88 Herculis
88 Herculis (z Herculis) é uma estrela na direção da Hercules. Possui uma ascensão reta de 17h 50m 03.33s e uma declinação de +48° 23′ 38.8″. Sua magnitude aparente é igual a 6.78. Considerando sua distância de 1199 anos-luz em relação à Terra, sua magnitude absoluta é igual a −1.05. Pertence à classe espectral Bpsh.